# Spiderhead
Spiderhead é um filme americano de ficção científica de 2022 dirigido por Joseph Kosinski e escrito por Rhett Reese e Paul Wernick,baseado no conto Escape from Spiderhead de George Saunders . Originalmente intitulado Spiderhead, o filme é estrelado por Chris Hemsworth, Miles Teller e Jurnee Smollett, e foi lançado em 2022 pela Netflix.

## Sinopse
Chris Hemsworth, Miles Teller e Jurnee Smollett estrelam um drama ambientado em um futuro próximo com dois jovens condenados que lutam contra seu passado em uma instalação administrada por um visionário brilhante, que faz experiências em presidiários com drogas que alteram as emoções.

## Elenco
- Chris Hemsworth como Abnesti
- Miles Teller como Jeff
- Jurnee Smollett como Rachel
- Tess Haubrich comoHeather
- BeBe Bettencourt como Emma
- Mark Paguio como Verlaine
- Sam Delich como Adam
- Joey Vieira como Miguel
- Daniel Readercomo Ryan
- Ron Smyck como Dave
- Stephen Tongun como Ray

## Produção
Foi anunciado em fevereiro de 2019 que Joseph Kosinski iria dirigir o filme a partir de um roteiro escrito por Rhett Reese e Paul Wernick .  Mais tarde, foi anunciado em setembro de 2020 que Chris Hemsworth, Miles Teller e Jurnee Smollett foram escalados para o filme.
As filmagens começaram no início de novembro de 2020, em Gold Coast, Queensland, Austrália.